# Súľov-Hradná
Súľov-Hradná (in ungherese Szulyóváralja) è un comune della Slovacchia facente parte del distretto di Bytča, nella regione di Žilina.